# Hockeyclub Delta Venlo
Delta Venlo is een Nederlandse hockeyclub uit Venlo (Limburg). Met ruim 1600 leden is het de grootste hockeyclub in Limburg.
Delta Venlo is een fusieclub van de Venlose Hockey Club (VHC), HC Blerick en de Tegelse Hockey Club (THC).
De club speelt op sportpark Vrijenbroek in Venlo-Zuid, waar thans (2023) vijf kunstgrasvelden liggen. Uiteindelijk moeten er op sportpark Vrijenbroek zes hockeyvelden komen te liggen.